# Lenguas mongólicas
Las lenguas mongólicas son un conjunto de lenguas empleadas en Asia Central. Algunos lingüistas  reúnen las lenguas mongolas con las lenguas túrquicas (de las cuales el turco es un miembro) y las lenguas tungús como lenguas altaicas, pero esta posición está perdiendo  adherentes en la actualidad.

## Clasificación
Las lenguas mongolas tienen rasgos estructurales y fonológicos compartidos con otras lenguas de Asia central como son las lenguas túrquicas y las tungús. Tradicionalmente, ha habido mucho debate sobre si dichas características compartidas son el resultado del contacto lingüístico prolongado o el resultado de un parentesco lingüístico  legítimo. Los defensores del parentesco consideran que las lenguas mongolas son una de las ramas de la macrofamilia altaica y por tanto esas características tipológicas son el resultado de una retención desde el hipotético proto-altaico.
Los defensores del contacto lingüístico o Sprachbund sostienen que los rasgos tipológicos compartidos también están presentes en lenguas no relacionadas (o al menos no claramente relacionadas) como son las lenguas urálicas y en menor medida el coreano y las lenguas japónicas. Estos rasgos incluyen tanto la armonía vocálica, como la ausencia de género, el carácter fuertemente aglutinante, el orden SOV y la presencia de postposiciones en lugar de preoposiciones.

### El mongol
La lengua mejor conocida es el mongol (Монгол), que es la primera lengua de la mayoría de los residentes en Mongolia. En realidad es el dialecto jalja que se ha convertido en la lengua oficial del país. También se habla en las áreas próximas de China y la Federación Rusa.
La lengua se ha escrito con una variedad de alfabetos a lo largo de la historia. El alfabeto oficial mongol se creó en el siglo XII. Ha sufrido varias modificaciones y ha sido sustituido en ocasiones por otros tipos de escritura. Se usó hasta 1943, año en el que se sustituyó por el cirílico, que actualmente es el más extendido en el país. El sistema tradicional está siendo reintroducido lentamente en las escuelas. En Mongolia Interior el alfabeto tradicional ha sido usado siempre.

### Otras lenguas mongolas
Lenguas emparentadas incluyen el calmuco hablado en los alrededores del mar Caspio y el buriato en la Siberia oriental. Además existen una serie de lenguas menores habladas en China y el Moghol de Afganistán.

### Lenguas de la familia
| Idioma mongol Idioma buriato Idioma ordos Idioma oirato Idioma calmuco | Idioma yugur oriental Idioma monguor-santa Idioma dagur Idioma mogholi |

- Lenguas orientales: (10 lenguas)

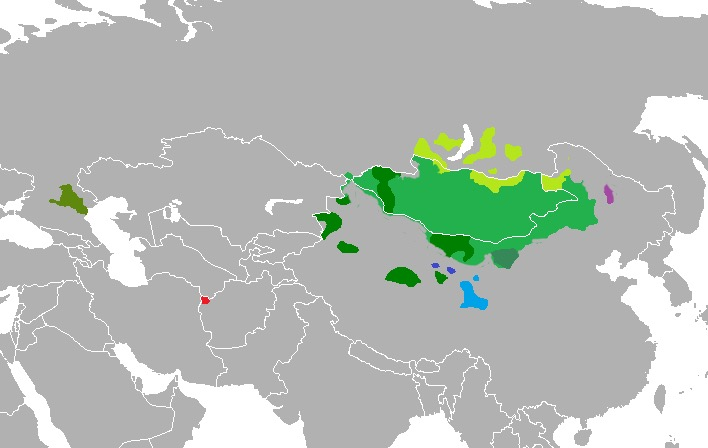

  - Lenguas daguras (1 lengua, el dagur; habladas en Mongolia Interior por unas 94 000 personas)
    - Idioma daur

  - Lenguas monguor (5 lenguas; habladas en Gansu y Qinghai, en China)
    - Idioma kangjia
    - Idioma tu
    - Idioma bonan
    - Idioma dongxiang
    - Idioma yugur oriental

  - Lenguas oirato-jalja (4 lenguas)
    - Lenguas jalja-buriato (2 lenguas)
      - Idioma buriato (Rusia)
      - Idioma jalja (mongol o khalkha); dialecto principal del mongol, lengua oficial de Mongolia; unos 4 millones de hablantes)

    - Lenguas oirato-calmico-darkhat
      - Idioma oirato (en la frontera Ruso-China)
      - Idioma calmuco (Federación Rusa; 147 000 hablantes)
      - Idioma darkhat
- Lenguas occidentales (1 lengua, en Afganistán)
  - Idioma mogholí

## Descripción lingüística

### Fonología
El inventario consonántico reconstruido viene dado por:
|             |          | Labial | Labial | Alveolar | Alveolar | Palatal | Palatal | Velar | Velar |
| -son        | +son     | -son   | +son   | -son     | +son     | -son    | +son    |       |       |
| ----------- | -------- | ------ | ------ | -------- | -------- | ------- | ------- | ----- | ----- |
| Obstruyente | - cont   |        | *b     | *t       | *d       | *c      | *ɟ      | *k    | *g    |
| Obstruyente | + cont   |        |        | *s       | *s       |         |         | *x    | *x    |
| Sonorante   | Nasales  | *m     | *m     | *n       | *n       |         |         | *ŋ    | *ŋ    |
| Sonorante   | No-nasal |        |        | *l, r    | *l, r    | *j      | *j      |       |       |

En cuanto a las vocales el inventario es:
|         | Anterior | Anterior | Posterior | Posterior  |
| +red    | -red     | +red     | -red      |            |
| ------- | -------- | -------- | --------- | ---------- |
| Cerrada | *ü /y/   | *i /i/   | *u /u/    | (*ï) /ɯ~ɨ/ |
| Abierta | *ö /ø~œ/ | *e /e~ɛ/ | *o /o~ɔ/  | *a /ʌ~ɑ/   |

El fonema /*ï/ en proto-mongol se habría confundido con /i/ aunque su presencia en pre-proto-mongol parece probable a partir de reconstrucciones internas.

### Comparación léxica
Los numerales en diferentes lenguas mongólicas:
| GLOSA | Dagur           | Oirat-Khalka (central) | Oirat-Khalka (central) | Oirat-Khalka (central) | Oirat-Khalka (central) | Monguor-Kangjia | Monguor-Kangjia | Monguor-Kangjia | Monguor-Kangjia | Monguor-Kangjia | Occidental       | PROTO- MONGÓLICO |
| GLOSA | Dagur           | Jalja                  | Buriat                 | Calmuco                | Kham- nigan            | Monguor         | Kangjia         | Bao-an          | Dong- Xiang     | Yugur           | Mogholi          | PROTO- MONGÓLICO |
| ----- | --------------- | ---------------------- | ---------------------- | ---------------------- | ---------------------- | --------------- | --------------- | --------------- | --------------- | --------------- | ---------------- | ---------------- |
| '1'   | nək             | nig                    | negə/n                 | neg/n                  | nɤɣɤ/n                 | nəgə            | niɣe/ niχɔ      | nəgə            | niə             | niɣe            | nikah~ nika/n    | *nigə(n)         |
| '2'   | xojir           | xɔjər                  | xɔjər                  | xɔjr                   | qɔjir                  | ɢoor            | ɢuar            | ɢuar            | ɢua             | ɢuur            | qwjår~ qiar      | *koyər~ *koxər   |
| '3'   | gwarəb/ gwarbən | ɢʊrən                  | gʊrbə/n                | ɢurw/n                 | ɢʊrba/n                | ɢuraan          | gurɔ            | ɢuraŋ           | ɢuran           | ɢurwan          | ghorbån ~ qurban | *gurbən          |
| '4'   | durub/ gurbun   | torəw                  | durbə/n                | dørw/n                 | durbə/n                | deeren          | derɔ            | deraŋ           | dʑiəron         | dørwen          | dorbån ~ durba/n | *dörbən          |
| '5'   | taaw/ taawən    | tʰaw                   | tabə/n                 | taw/n                  | taβʊ/n                 | taavun          | tavun           | tawun           | tawun           | taawən          | tåbun ~ tabun    | *tabun           |
| '6'   | dʒirgoo         | cʊrɢa                  | zʊrgaa/n               | zurɢa/n                | dzʊrʁaa/n              | dʑirɢoon        | dʒirʁuŋ         | dʑirɢuŋ         | dʐɯɣon          | dʒurʁuun        | åsun~ essun      | *jirguxən        |
| '7'   | doloo           | tɔɮɔ                   | dɔlɔɔ/n                | dola/n                 | dɔlɔɔn/n               | doloon          | danlɔ/ dɔlɔ     | doluŋ           | dolon           | dɔloon          | dålån            | *doluxən         |
| '8'   | naim/ naimən    | naim                   | naimə/n                | nææm/n                 | naima/n                | naiiman         | neimɔ           | nəimaŋ          | naiman          | naiman          | (sålån)          | *naimən          |
| '9'   | jis/ isən       | jos                    | juhə/n                 | jis/n                  | jusu/n                 | ʂdzən           | jasun           | jəsuŋ           | jəsun           | ʃisun           | (tåsån)          | *yersün          |
| '10'  | xarəb/ xarbən   | arəw                   | arbə/n                 | arw/n                  | arba/n                 | xaran           | harɔ            | harwaŋ          | haron           | harwan          | arbån            | *harbən          |
En las reconstrucciones el valor fonético de /ə/ se determina por sinarmonía vocálica sonará como [a] (si la vocal precedente es /a, o, u/) o [e] (si la vocal precedente es /e, i, ü, ö/).